# عالم ستالكر الخيالي

اللعبة

عالم ستالكر الخيالي هو العالم الخيالي، الي تدور فيه أحداث السلسلة الألعاب ستالكر تدور أحداث الألعاب حول الكارثة الثانية الخيالية لمحطة تشرنوبيل النووية، التي حدثت وفق قصة الألعاب في عام 2006.

## سكان منطقة تشيرنوبيل
أغلبية سكان منطقة تشيرنوبيل ينتمون إلى الجماعات المختلفة.
ستالكيرون منفردون (بالروسية: Одиночки) معظم سكان المنطقة، يشتغلون ببحث آرتيفاكات وبيعها.
يعيشون وحيدا أو اتحدون إلى مجموعات صغيرة.
لصوص هم الجماعة الإجرامية، قدموا منطقة تشيرنوبيل لاختفاء من البوليس أو بيع السلاح.يشتغلون بنهب وبلص.
الواجب (بالروسية: Долг) هم الجماعة العسكرية. معظم اعضائها جنود سابقون من وحدات عسكرية مختلفة. يهدفون إلى القضاء الكامل على منطقة تشيرنوبيل وشرها. يعادى مجموعة الحرية بسبب الخلافات الإيدولوجية.
الحرية (بالروسية: Свобода) هم الجماعة الفوضوية. تسعى إلى محافظة منطقة تشيرنوبيل وإستخدامها كمصدر التقدم للبشرية. عدوها الرئيسي هو المجموعة «الواجب» العسكرية.
مونوليت (بالروسية: Монолит) هم الجماعة الدينية، تحول دون دخول ستالكيرون في قلب منطقة تشيرنوبيل. يعبدون لحجر «مونوليت»، وهو عبارة عن البلورة الفضائيّة السحرية.

## وصلات خارجية
- S.T.A.L.K.E.R. Wiki